# 40-й моторизованный корпус (вермахт)
40-й моторизованный корпус (нем. XXXX. Armeekorps (mot.)), сформирован 15 сентября 1940 года, на основе 40-го армейского корпуса.
9 июля 1942 года переформирован в 40-й танковый корпус.

## Боевой путь корпуса
В апреле 1941 года — участие в захвате Греции.
С августа 1941 года — на советско-германском фронте, на основе штаба корпуса создана группа Штумме (23-й армейский корпус и 57-й мотокорпус) на северном фланге группы армий «Центр», которая 22 августа—в начале сентября разгромила советскую 22-ю армию в районе Великих Лук. В октябре—ноябре 1941 года корпус участвовал в наступлении на Москву, вёл бои в районе Вязьмы и под Москвой. 
16 ноября 1941 года 316-я стрелковая дивизия была атакована силами одной пехотной и двух танковых дивизий немцев — 2-я танковая дивизия 40-го моторизованного корпуса атаковала позиции 316-й стрелковой дивизии в центре обороны.
1 декабря 1941 года соединения 40-го моторизованного корпуса вермахта под командованием генерала танковых войск Георга Штумме, предприняли последнюю попытку прорваться к Москве вдоль Волоколамского шоссе.
С июня 1942 года — в составе группы армий «Юг». Бои на реке Дон.

## Состав корпуса

### Боевый состав 40-го моторизованного корпуса
{{{2}}}
В октябре 1941:
- 2-я танковая дивизия
- 10-я танковая дивизия
- 258-я пехотная дивизия

## Командующий корпусом
- С 15 сентября 1940 — генерал танковых войск Георг Штумме